# Stazione meteorologica di Santa Croce del Sannio
La stazione meteorologica di Santa Croce del Sannio è la stazione meteorologica di riferimento relativa alla località di Santa Croce del Sannio.

## Coordinate geografiche
La stazione meteo si trova nell'Italia meridionale, in Campania, in provincia di Benevento, nel comune di Santa Croce del Sannio, a 724 metri s.l.m. e alle coordinate geografiche 41°22′N 14°44′E.

## Dati climatologici
In base alla media trentennale di riferimento 1961-1990, la temperatura media del mese più freddo, gennaio, si attesta a +3,9 °C; quella del mese più caldo, agosto, è di +21,8 °C .
| Santa Croce del Sannio | Mesi | Mesi | Mesi | Mesi | Mesi | Mesi | Mesi | Mesi | Mesi | Mesi | Mesi | Mesi | Stagioni | Stagioni | Stagioni | Stagioni | Anno |
| Santa Croce del Sannio | Gen  | Feb  | Mar  | Apr  | Mag  | Giu  | Lug  | Ago  | Set  | Ott  | Nov  | Dic  | Inv      | Pri      | Est      | Aut      | Anno |
| ---------------------- | ---- | ---- | ---- | ---- | ---- | ---- | ---- | ---- | ---- | ---- | ---- | ---- | -------- | -------- | -------- | -------- | ---- |
| T. max. media (°C)     | 7,1  | 8,1  | 10,5 | 14,8 | 19,2 | 23,6 | 27,1 | 27,7 | 23,6 | 18,0 | 12,4 | 8,6  | 7,9      | 14,8     | 26,1     | 18,0     | 16,7 |
| T. min. media (°C)     | 0,8  | 1,4  | 3,1  | 6,1  | 9,8  | 13,4 | 15,8 | 15,9 | 13,6 | 9,7  | 5,6  | 2,4  | 1,5      | 6,3      | 15,0     | 9,6      | 8,1  |